# میکی سوگاوارا
میکی سوگاوارا (ژاپنی: 菅原 美希؛ زادهٔ ۱ ژانویهٔ ۱۹۴۹) بازیکن فوتبال اهل ژاپن است که در تیم ملی فوتبال زنان ژاپن بازی کرده‌است.